# Mankhan, Khovd
Mankhan (tiếng Mông Cổ: Манхан) là một sum của tỉnh Khovd ở miền tây Mông Cổ. Vào năm 2007, dân số của sum là 4.526 người.

## Địa lý
Sum có diện tích khoảng 4.330 km2. Trung tâm sum nằm cách tỉnh lỵ Khovd 80 km và thủ đô Ulaanbaatar 1.360 km.

### Khí hậu
Mankhan có khí hậu bán khô hạn. Nhiệt độ trung bình hàng năm trong khu vực là 6 °C. Tháng ấm nhất là tháng 7, khi nhiệt độ trung bình là 27 °C và lạnh nhất là tháng 1, với −21 °C. Lượng mưa trung bình hàng năm là 173 mm. Tháng ẩm ướt nhất là tháng 7, với lượng mưa trung bình là 36 mm, và khô nhất là tháng 12, với 2 mm.

## Kinh tế
Sum có một trường học, bệnh viện, trung tâm thương mại, nhà văn hóa và viện điều dưỡng.